# Yang Naimei
Yang Naimei (en chino tradicional, 楊耐梅; 1904 – 27 de diciembre de 1960) fue una actriz de la época del cine mudo chino. Protagonizó películas bien recibidas como The Soul of Yuli (1924), Orchid in an Empty Valley (1926), Spring Dream by the Lakeside (1927) y The Young Mistress' Fan (1928).
En 1926–28 Yang interpretó papeles principales en películas que la situaron entre las actrices chinas más destacadas de la década de 1920.

## Carrera
Yang dio el salto a la fama en The Soul of Yuli (1924), donde interpretó a una vividora disoluta que no sentaba la cabeza después de casarse. A continuación, Yang interpretó papeles principales en The Poor Children y Lured into Marriage.
En 1928, Yang abrió Naimei Film Company, que produjo una película ese mismo año, An Extraordinary Woman (en chino: 奇女子). Realizó una gira por Nanyang (comunidades chinas de las actuales Singapur, Malasia e Indonesia) entre 1929 y 1931 para promocionar la película. Yang se retiró de la actuación a mediados de la década de 1930.